# Mieno Hitomi
Mieno Hitomi (Nhật: 三重野 瞳 (Tam Trọng Dã Đồng) sinh ngày 21 tháng 12, 1977) là một nữ ca sĩ, nhà biên kịch và người dẫn chương trình radio người Nhật đến từ tỉnh Fukuoka, Nhật Bản. Khi làm việc dưới vai trò nhà biên kịch, Mieno thường sử dụng biệt danh Akao Deko (赤尾 でこ (Xích Vĩ Đột)).

## Danh sách phim đã biên kịch

### Anime truyền hình
| Năm  | Tựa đề                                                                                   | Nguồn  |
| ---- | ---------------------------------------------------------------------------------------- | ------ |
| 2005 | Raimuiro Senkitan X                                                                      | [ 4 ]  |
| 2005 | Akahori Gedou Hour Rabug                                                                 | [ 5 ]  |
| 2005 | Happy Seven                                                                              |        |
| 2006 | Lemon Angel Project                                                                      |        |
| 2007 | Yes! PreCure 5                                                                           |        |
| 2007 | Suteki Tantei Labyrinth                                                                  |        |
| 2008 | Yes! PreCure 5 GoGo!                                                                     |        |
| 2008 | Hell Girl: Three Vessels                                                                 |        |
| 2009 | Natsu no Arashi!                                                                         |        |
| 2009 | Asura Cryin'                                                                             |        |
| 2009 | Fresh PreCure!                                                                           |        |
| 2009 | Yatterman                                                                                |        |
| 2009 | Gokujō!! Mecha Mote Iinchō                                                               |        |
| 2010 | Arakawa Under the Bridge                                                                 |        |
| 2011 | Bakugan Battle Brawlers: New Vestroia                                                    |        |
| 2011 | Bakugan Battle Brawlers: New Vestroia                                                    |        |
| 2011 | Bakugan Battle Brawlers: Mechtanium Surge                                                |        |
| 2011 | Hen Zemi                                                                                 |        |
| 2011 | Lotte no Omocha!                                                                         |        |
| 2011 | Pretty Rhythm: Aurora Dream                                                              |        |
| 2012 | Nazo no Kanojo X                                                                         |        |
| 2012 | Tonari no Kaibutsu-kun                                                                   |        |
| 2012 | Pretty Rhythm: Dear My Future                                                            |        |
| 2013 | BlazBlue Alter Memory                                                                    |        |
| 2013 | Meganebu!                                                                                |        |
| 2014 | Meshimase Lodoss-tō Senki: Sorette Oishii no?                                            |        |
| 2014 | Norigami                                                                                 | [ 6 ]  |
| 2015 | Etotama                                                                                  |        |
| 2015 | Gintama (mùa 3)                                                                          |        |
| 2015 | Omakase! Miracle Cat                                                                     |        |
| 2015 | Akagami no Shirayuki-hime                                                                |        |
| 2015 | Kamisama Minarai: Himitsu no Cocotama                                                    |        |
| 2016 | Flying Witch                                                                             |        |
| 2016 | 12-Sai                                                                                   |        |
| 2016 | B-Project                                                                                |        |
| 2016 | First Love Monster                                                                       |        |
| 2016 | Amanchu!                                                                                 |        |
| 2016 | Mặt nạ thủy tinh                                                                         |        |
| 2017 | Urara Meirochō                                                                           |        |
| 2017 | Frame Arms Girl                                                                          |        |
| 2017 | PriPri Chi-chan!!                                                                        |        |
| 2017 | Hitorijime My Hero                                                                       |        |
| 2017 | Snack World                                                                              |        |
| 2017 | Fukumenkei Noise                                                                         |        |
| 2018 | Miira no Kaikata                                                                         |        |
| 2018 | Koi wa Ameagari no You ni                                                                |        |
| 2018 | Những chàng trai ở Lộc Phong Quán                                                        |        |
| 2018 | Ongaku Shōjo                                                                             |        |
| 2018 | Merc Storia                                                                              |        |
| 2018 | 3D Kanojo: Real Girl                                                                     |        |
| 2018 | Layton Mystery Tanteisha: Katori no Nazotoki File                                        |        |
| 2018 | Zoids Wild                                                                               |        |
| 2018 | Kira Kira Happy Hirake! Cocotama                                                         |        |
| 2018 | Inazuma Eleven: Orion no Kokuin                                                          |        |
| 2019 | Dōkyonin wa Hiza, Tokidoki, Atama no Ue                                                  | [ 7 ]  |
| 2019 | Carole & Tuesday                                                                         |        |
| 2019 | Okaa-san Online                                                                          | [ 8 ]  |
| 2019 | Chōjin-Kōkōseitachi wa Isekai demo Yoyu de Ikinuku Yōdesu!                               | [ 9 ]  |
| 2019 | Assassins Pride                                                                          | [ 10 ] |
| 2019 | Pokémon Journeys                                                                         |        |
| 2020 | Oshi ga Budōkan Ittekuretara Shinu                                                       | [ 11 ] |
| 2020 | Shadowverse                                                                              | [ 12 ] |
| 2021 | Tatoeba Rasuto Danjon Mae no Mura no Shōnen ga Joban no Machi de Kurasu Yō na Monogatari | [ 13 ] |
| 2021 | Komi-san wa, Komyushou desu.                                                             | [ 14 ] |
| 2021 | Meikyū Black Company                                                                     | [ 15 ] |
| 2021 | Hồi kí Vanitas                                                                           | [ 16 ] |
| 2021 | Higehiro                                                                                 | [ 11 ] |
| 2021 | Thám tử đã chết                                                                          | [ 17 ] |
| 2022 | Mamahaha no tsurego ga motokano datta                                                    | [ 18 ] |
| 2022 | Shadowverse F                                                                            | [ 19 ] |
| 2022 | Sore de mo Ayumu wa Yosete Kuru                                                          | [ 20 ] |
| 2022 | Tensai Ōji no Akaji Kokka Saisei Jutsu                                                   | [ 21 ] |
| 2022 | Komi-san wa, Komyushou desu. (mùa 2)                                                     |        |
| 2022 | Vanitas no Carte (phần 2)                                                                |        |
| 2022 | Shachiku-san wa Yōjo Yūrei ni Iyasaretai.                                                | [ 22 ] |
| 2023 | Higeki no Genkyou to Naru Saikyou Gedou Last Boss Joou wa Tami no Tame ni Tsukushimasu.  | [ 23 ] |
| 2023 | Isekai wa Smartphone to Tomo ni. 2                                                       | [ 24 ] |
| 2023 | Kizuna no Allele                                                                         | [ 25 ] |
| 2023 | Ragna Crimson                                                                            | [ 26 ] |
| 2023 | Tearmoon Teikoku Monogatari                                                              | [ 27 ] |
| 2023 | Unnamed Memory                                                                           | [ 28 ] |
| 2024 | Gekai Elise                                                                              | [ 29 ] |
| 2024 | Gōkon ni Ittara Onna ga Inakatta Hanashi                                                 | [ 30 ] |
| 2024 | Kekkon Yubiwa Monogatari                                                                 | [ 31 ] |
| 2024 | Kijin Gentōshō                                                                           | [ 32 ] |
| 2024 | Kimi wa Meido-sama                                                                       | [ 33 ] |
| 2024 | Isekai de Mofumofu Nadenade Suru Tameni Ganbattemasu                                     | [ 34 ] |
| 2024 | Sasaki to Pii-chan                                                                       | [ 35 ] |
| 2024 | Unnamed Memory                                                                           | [ 36 ] |
| 2024 | VTuber nanda ga Haishin Kiriwasuretara Densetsu ni Natteta                               | [ 37 ] |

### Hoạt hình điện ảnh
- Tobidasu PriPara: Mi~nna de Mezase! Idol☆Grand Prix (2015)
- Frame Arms Girl: Kyakkyau Fufu na Wonderland (2019)

## Danh sách đĩa nhạc

### Album
| Tên                                    | Ngày phát hành    | Nguồn  |
| -------------------------------------- | ----------------- | ------ |
| "KI ･ RA ･ RI PI ･ KA ･ RI"            | 3 tháng 5, 1995   | [ 38 ] |
| "All Weather Girl"                     | 16 tháng 12, 1995 | [ 38 ] |
| "ドラムカンサラダ"                     | 17 tháng 12, 1997 | [ 38 ] |
| "ベリー☆ロール"                        | 21 tháng 8, 1998  | [ 38 ] |
| "真空パック〜シングル・コレクション〜" | 20 tháng 3, 1999  | [ 38 ] |
| "23.4"                                 | 23 tháng 7, 1999  | [ 38 ] |
| "高最強のうそつきになってやる。"       | 23 tháng 8, 2000  | [ 38 ] |
| "Baby Leaf"                            | 21 tháng 9, 2001  | [ 38 ] |
| "10歳"                                 | 8 tháng 10, 2003  | [ 38 ] |
| "2930 〜にくみそ〜"                    | 19 tháng 12, 2007 | [ 38 ] |
| "20歳"                                 | 27 tháng 8, 2014  | [ 39 ] |

### Đĩa đơn
| Tên                       | Ngày phát hành    | Ghi chú                                                                                 |
| ------------------------- | ----------------- | --------------------------------------------------------------------------------------- |
| "瞳にDiamond"             | 22 tháng 6, 1994  | Phần nhạc kết thúc của anime Haō Taikei Ryū Knight.                                     |
| "Run -今日が変わるMagic-" | 21 tháng 10, 1994 |                                                                                         |
| "未知への扉"              | 16 tháng 12, 1994 | Phần nhạc mở đầu của chương trình radio drama 聖刻覇伝 ラシュオーンの嵐                 |
| "Wonderful Bravo!"        | 24 tháng 5, 1995  | Phần nhạc mở đầu cho chương trình radio drama ゴクドーくん漫遊記外伝2 JAJA姫武遊伝      |
| "はじまりの冒険者たち"    | 21 tháng 7, 1995  | Phần nhạc kểt thúc trong bản phim anime điện ảnh của Legend of Crystiana                |
| "Dollたちの独立記念日"    | 21 tháng 10, 1995 | Phần nhạc mở đầu cho chương trình radio drama Haō Taikei Ryū                            |
| "Future"                  | 21 tháng 11, 1996 | Phần nhạc mở đầu cho chương trình radio drama 魔神英雄伝ワタル外伝 ピュア ピュア ヒミコ |
| "風のシンフォニー"        | 4 tháng 6, 1997   |                                                                                         |
| "ひとつのハートで"        | 6 tháng 11, 1997  | Phần nhạc mở đầu thứ nhất cho anime Mashin Hero Wataru                                  |
| "BOYS BE AMBITIOUS"       | 6 tháng 11, 1997  | Phần nhạc kết thúc thứ nhất cho anime Mashin Hero Wataru                                |
| "POWER OF DREAM"          | 22 tháng 4, 1998  | Phần nhạc mở đầu thứ hai cho anime Mashin Hero Wataru                                   |
| "がんばって"              | 22 tháng 4, 1998  | Phần nhạc kết thúc thứ hai cho anime Mashin Hero Wataru                                 |
| "瞳 Fall in Love"         | 23 tháng 7, 1998  |                                                                                         |
| "ガリレオの夜"            | 21 tháng 5, 1999  | Bài hát chủ đề của chương trình radio drama 瞳と光央の爆発ラジオ                        |
| "ゆっくり"                | 21 tháng 4, 2001  | Phần nhạc kết thúc của anime UFO Baby                                                   |
| "Dearest"                 | 21 tháng 7, 2001  | Phần nhạc mở đầu của anime I My Me! Strawberry Eggs                                     |
| "瞳でEle-phant!"          | 27 tháng 8, 2014  |                                                                                         |

### Bài hát khác
- "W – Infinity", phần nhạc mở đầu cho anime Gear Fighter Dendoh.[41]
- "風の翼", phần nhạc mở đầu cho bản OVA của anime Haō Taikei Ryū Knight: Adeu's Legend.[41]